# Marcjan Chycki
Marcjan (Marian) Chycki herbu Gryf – stolnik sandomierski w latach 1676-1679.
Poseł na  sejm elekcyjny 1669 roku, sejm elekcyjny 1674 roku, sejm 1677 roku z województwa sandomierskiego.